# Campionato italiano di ciclismo su strada 1926
Il Campionato italiano di ciclismo su strada 1926 si svolse su otto prove dal 21 Marzo al 28 Novembre 1926 e vide l'affermazione di Alfredo Binda.
L'ultima prova fu la Corsa del XX Settembre che quell'anno fu ritardata.

## Calendario
| Data        | Evento                        | Vincitore           | Squadra         |
| ----------- | ----------------------------- | ------------------- | --------------- |
| 21 marzo    | Milano-Sanremo (1926)         | Costante Girardengo | Wolsit-Pirelli  |
| 2 maggio    | Giro del Piemonte (1926)      | Alfredo Binda       | Legnano-Pirelli |
| 20 giugno   | Giro di Romagna (1926)        | Costante Girardengo | Wolsit-Pirelli  |
| 8 agosto    | Giro del Veneto (1926)        | Costante Girardengo | Wolsit-Pirelli  |
| 28 agosto   | Giro di Toscana (1926)        | Alfredo Binda       | Legnano-Pirelli |
| 10 ottobre  | Milano-Modena (1926)          | Alfredo Binda       | Legnano-Pirelli |
| 31 ottobre  | Giro di Lombardia (1926)      | Alfredo Binda       | Legnano-Pirelli |
| 28 Novembre | Corsa del XX settembre (1926) | Alfredo Binda       | Legnano-Pirelli |

## Classifica
| Pos. | Corridore           | Squadra         | Punti |
| ---- | ------------------- | --------------- | ----- |
| 1    | Alfredo Binda       | Legnano-Pirelli | 25    |
| 2    | Costante Girardengo | Wolsit-Pirelli  | 17    |
| 3    | Giovanni Brunero    | Legnano-Pirelli | 11    |
| 4    | Pietro Linari       | Legnano-Pirelli | 4     |
| 5    | Pietro Bestetti     | Wolsit-Pirelli  | 3     |
| 5    | Ottavio Bottecchia  | Automoto        | 3     |
| 5    | Gaetano Belloni     | Opel            | 3     |
| 8    | Alfonso Piccin      | Automoto        | 2     |
| 8    | Adriano Zanaga      | Opel            | 2     |